# Mount Buninyong
Der Mount Buninyong ist ein Vulkankrater in Victoria in Australien, der sich 3 km östlich der Ortschaft Buninyong und 80 km westlich von Melbourne befindet. Der Krater, der sich unweit vom Mount Warrenheip befindet, ist einer von 400 Vulkanen in der Newer Volcanics Province und einer der höchsten Schlackenkegel Victorias.

## Geologie
Der Berg im zentralen Hochland der Newer Volcanics Province erhebt sich 745 m über Meereshöhe und mehr als 245 m über das ihn umgebende Gelände. Er entstand durch zwei Eruptionen: Die erste schuf im Nordwesten des Hauptkraters einen Krater mit einer Höhe von etwa 600 m, als die Lava in südöstlicher Richtung nach Clarendon abfloss. Durch die zweite Eruption entstand der Krater in seiner heutigen Form; die austretende Lava floss in Richtung Buninyong, daneben gab es weitere kleinere Lava-Ausflüsse.
Der Mount Buninyong hat einen gut ausgebildeten zentralen Krater, der auf der nordwestlichen Seite durchbrochen ist und nicht als Steinbruch genutzt wurde. Es ist einer der wenigen Vulkankrater Australiens, dessen ursprünglicher Pflanzenbewuchs erhalten blieb. 
Der Mount Buninyoung besteht im Wesentlichen aus Lava und vulkanischem Agglomerat. Die Lava beinhaltet olivinreiche Xenolithe und Klinopyroxen-Megakristalle.

## Geschichte
Im Gebiet des Berges lebten die Aborigines der Wathaurong. 1837 bestiegen erstmals sieben europäische Einwanderer den Mount Buningyoung. 1866 wurde die Mt Buninyong Reserve mit 90 Hektar eingerichtet. Seit 1926 führt eine Straße auf die Berghöhe.

## Sonstiges
Der Berg ist eine bedeutende Trinkwasserreserve, da sich das Grundwasser der umgebenden Berge dort sammelt und in Quellen am Fuß des Berges austritt. Da der Berg wegen seiner guten Aussicht häufig von Ausflüglern aufgesucht wird, befinden sich dort drei Aussichtspunkte mit Sonnenschutz, Toiletten und Barbecue-Plätzen. Ferner befinden sich Telekommunikationsanlagen auf dem Berg. Da der Berg als Naturdenkmal in die Liste der australischen Denkmale eingetragen ist, wurde vor einem weiteren Ausbau auf dem Berg gewarnt, da ansonsten eine Streichung aus der Liste drohe.